# Jimmy Tau
Jimmy Tau (Kimberley (Cabo Setentrional), 23 de julho de 1980) é um ex-futebolista profissional sul-africano que atuava como defensor.

## Carreira
Jimmy Tau representou o elenco da Seleção Sul-Africana de Futebol no Campeonato Africano das Nações de 2006.